# حارة مظاهر شعوب (روستا)
 حاره مظار شعوب (در عربی:  حارَة مَظاهر شُعُوب  )
نام روستایی است در دهستان فَروَة از توابع استان صَعده در کشور یمن در شبه جزیره عربستان.

## جمعیت
جمعیت آن ( 75 ) نفر ( 7 خانوار) می‌باشد.